# Ex's & Oh's
Ex's & Oh's è un brano musicale della cantante country statunitense Elle King pubblicato come primo singolo estratto dall'album in studio Love Stuff. Il singolo è stato pubblicato per il download digitale dal 23 settembre 2014 ed è stato trasmesso in rotazione radiofonica a partire dall'11 maggio 2015 per conto della RCA Records.
Esso ha riscosso un vasto successo globale, e in particolare nelle classifiche riguardanti il genere rock: ha infatti raggiunto la vetta della Rock Songs statunitense. È stato inoltre candidato in ben due categorie del prestigioso Premio Grammy nel 2016: miglior interpretazione rock e miglior canzone rock.

## Descrizione
Il brano è un uptempo pop rock dal sound vivace che sposa sonorità alternative rock, blues rock e southern rock nel quale la voce graffiante della cantante è scandita con regolarità da un secco rullare di banjo e riff di chitarre. Il brano è stato scritto dalla stessa Elle King insieme a Dave Bassett e prodotto dallo stesso Bassett.

## Accoglienza
Ex's & Oh's è stato accolta positivamente dalla critica. Stephen Thomas Erlewine di AllMusic ha definito la canzone uno dei momenti salienti di Love Stuff. Renowned For Sound dato alla canzone una valutazione di 4,5 stelle su 5; il critico Marcus Floyd ha elogiato sia l'abilità narrativa di King sia la produzione orecchiabile. Bradley Stern ha scritto una recensione molto positiva della canzone per MuuMuse in cui l’ha descritta "cazzuta, sfacciata e profondamente insolente".

## Video musicale
Il video musicale diretto per Ex's & Oh's è stato pubblicato il 1º maggio 2015 sul canale Vevo della cantante.
Esso comincia con Elle King seduta al volante di un'automobile che caccia dalla sua macchina il suo fidanzato in un'autostrada in mezzo al deserto sotto il sole cocente abbandonandolo con un secco bacio e avviando l'auto.

## Classifiche
| Classifica (2016)  | Posizione massima |
| ------------------ | ----------------- |
| Australia          | 5                 |
| Austria            | 5                 |
| Belgio (Fiandre)   | 54                |
| Belgio (Vallonia)  | 81                |
| Canada             | 14                |
| Danimarca          | 22                |
| Francia            | 119               |
| Germania           | 10                |
| Irlanda            | 28                |
| Nuova Zelanda      | 10                |
| Regno Unito        | 15                |
| Spagna             | 26                |
| Stati Uniti        | 10                |
| Stati Uniti (rock) | 1                 |
| Svezia             | 60                |
| Svizzera           | 30                |